# Centrophorus robustus
Centrophorus robustus  (лат.) — малоизученный вид хрящевых рыб рода короткошипых акул одноимённого семейства отряда катранообразных. Единственный зарегистрированный экземпляр был пойман в Южно-Китайском море на глубине 780 м. 
Голотип представляет собой самца длиной 110 см, пойманного в Южно-Китайском море. Родовое название происходит от слов греч. κεντρωτός — «утыканный шипами» и греч. φορούν — «носить», а видовое — от слова лат. robustus — «крепкий». 